# Habenaria ulei
Habenaria ulei är en orkidéart som beskrevs av Célestin Alfred Cogniaux. Habenaria ulei ingår i släktet Habenaria och familjen orkidéer. Inga underarter finns listade i Catalogue of Life.